# Dékány András (író)
Dékány András (Kecskemét, 1903. január 11. – Budapest, 1967. május 30.) magyar író, újságíró.

## Élete
Dékány János királyi alügyész és felsővályi Vályi Gabriella fia. 1920-tól volt tengerész, műszerész, ügynök, asztalos, 1930-tól újságíró, kritikus. Kecskeméten érettségizett, majd Angliából küldött tudósításokat budapesti lapoknak. Hazatérve 1927-től a Magyarság, 1934 és 1944 között az Új Magyarság belső munkatársa, de más lapokban (például a Franklin Társulat által kiadott Tükörben és a Herczeg Ferenc-féle Új Időkben) is publikált. 1941-ben a Magyar Cserkészszövetség sajtóelőadója és vitorlásversenyző lett. A Velencei-tónál vásárolt hétvégi házában gyakori vendég volt Jávor Pál, a színészkirály is, akivel gyakran horgászott. 1945 után a XI. kerületben dolgozott elöljáróként, majd természetkutatással foglalkozott.

## Munkássága
Dékány már a harmincas évektől írt regényeket, színműveket. Csínom Palkó című rádiójátékából Farkas Ferenc zenéjével népszerű daljáték, 1973-ban film készült. Ugyancsak Farkas Ferenccel közös műve a rádióoperettként népszerűsített Zeng az erdő című műve, amelyet a Magyar Rádió mutatott be 1953 februárjában Szécsi Ferenc rendezésében, Sárdy Jánossal a főszerepben.
A legkedveltebb ifjúsági szerzők közé tartozott. Különösen népszerű volt – és népszerű ma is – tengerészregény-sorozata, amelynek főhőse Turkovich Daniló kapitány, a tudós természetbúvár, a hajók, tengerek és szelek ismerője és ismertetője.

## Művei

### A tengerészregény-sorozat kötetei
- Matrózok, hajók, kapitányok (regény, 1958)
- Kalózok, bálnák, tengerek (regény, 1959)
- Csempészek, hősök, kikötők (regény, 1960)
- Az elveszett sziget (regény, 1961)
- Az óceán császára (regény, 1962)
- Jokkó visszatér (ifjúsági regény, 1963)

### A Monostory Balázs-sorozat
- Kossuth Lajos tengerésze (regény, 1964)
- A fekete herceg (regény, 1966)
- Mexikói legények (regény, posztumusz, 1968)

### Életrajzok
- A fiúk királya – Lord Robert Baden-Powell élete (1940)
- A huszadik század világvándorai (1942)
- A nagy kapitány – Ferdinand Magellán élete (1963)
- A Sarkvidék meghódítója – Roald Amundsen élete (1966)

### További művei
- Félálomban (regény, 1929)
- A gyár (regény, 1933)
- Ruhr (regény, 1934)
- Aranysziget (népszínmű, 1938)
- Ludas Matyi (Laurisin Miklóssal; zenés népi játék, bemutató: Szegedi Városi Színház, 1939)
- Tátrai tüzek (elbeszélések, 1939)
- Végig Kárpátalján (útirajz, 1941)
- A Mosolygó történelem (1941)
- Kétszáz négyszögöl (karcolatok, 1941)
- A folyam dala (regény 1942; Egy csónak eltűnt címmel 1944)
- Vitézi énekek a XVI. századtól a XX. századig (1942)
- Andrea udvarháza (regény, 1944)
- A színház szerelmese (film forgatókönyv, R.: Martonffy Emil, 1944)
- Csínom Palkó (rádiójáték, 1951; színes magyar romantikus kalandfilm, 1973)
- Náderdőben vadmadár (karcolatok, 1955)
- Afrikából jöttek (mese regény, 1958)
- A Föld lakói (társszerző; ifjúsági-ismeretterjesztő, 1961)
- A gyöngyhalászok titka (ifjúsági regény, 1962)
- Robinson utolsó kalandja (regény, 1967)
- S.O.S. Titanic! (regény, 1967)
- A világ és az ember (társszerző; ifjúsági-ismeretterjesztő, 1971)
- Bem apó kisdobosa (elbeszélés, 1974; Kisdobosok Évkönyve '75, 125. oldal)

## Díjai
- A Kiadói Főigazgatóság kalandos-fantasztikus pályázatán első díjat nyert a Matrózok, hajók, kapitányok – kalandok az Adrián című regényével (1958)
- József Attila-díj (1961)

## Emlékezete

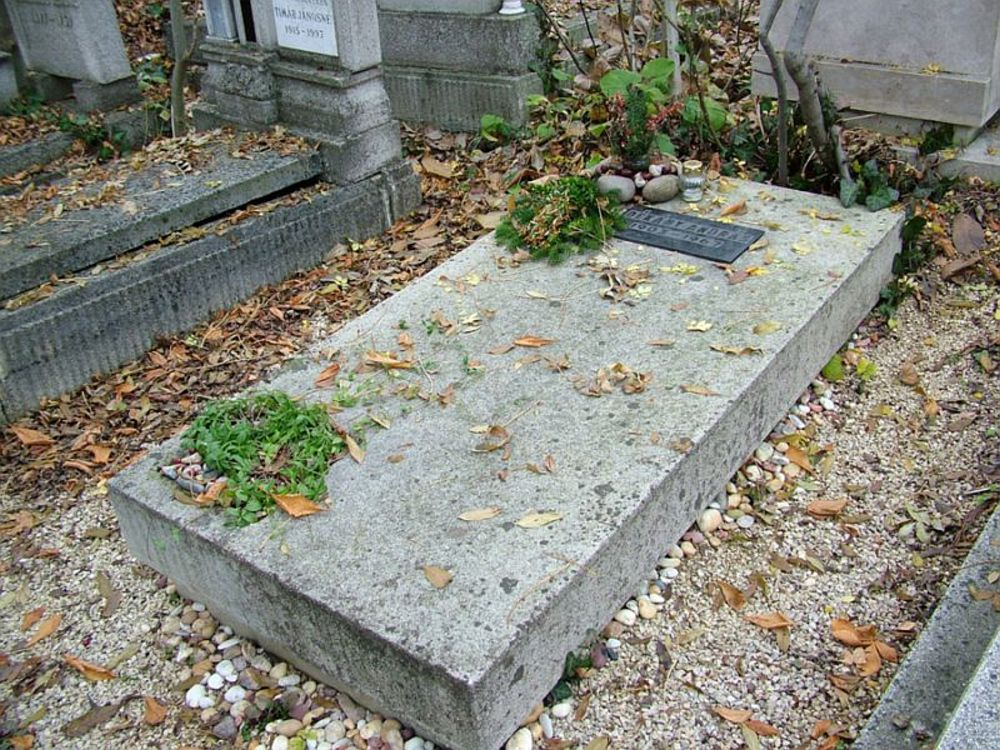
Sírja a Farkasréti temetőben (17/1-1-332).

- Budapesten a sírját a Nemzeti Emlékhely és Kegyeleti Bizottság védetté nyilvánította (2002-ben).[7]
- Nevét viseli Agárdon a Dékány András sétány, ahol emléktábláját is elhelyezték (2012-ben).[8]